# Javier Botet López
Javier Botet López (Ciudad Real, 30 de juliol de 1977) és un actor, director i il·lustrador espanyol.
Botet va néixer a Ciudad Real, fill d'Agustín Andrés Botet Rodríguez i María del Carmen Servilia López Nieto. Amb cinc anys, va ser diagnosticar amb la síndrome de Marfan; com a conseqüència, algunes parts del seu cos tenen hiperlaxitud articular, fent que tingui uns dits molt llargs i prims, juntament amb una figura allargada i prima, amb una alçada de 2 metres i un pes de 56 Kg.
Les característiques físiques de Botet, juntament amb el seu interès per la interpretació, van fer que participés en la seva primera pel·lícula el 2005, col·laborant en el llargmetratge de Brian Yuzna Beneath Still Waters. Dos anys més tard participaria en la pel·lícula que li va aportar la celebritat, interpretant Tristana Medeiros a REC, dirigida per Jaume Balagueró i Paco Plaza. Des d'aleshores, Botet ha participat tant en cinema com en teatre. Actualment viu a Madrid.

## Filmografia
| Any  | Títol                      | Paper                                                                  | Notes |
| ---- | -------------------------- | ---------------------------------------------------------------------- | ----- |
| 2005 | Beneath Still Waters       | ?                                                                      |       |
| 2007 | REC                        | Niña Medeiros                                                          |       |
| 2009 | REC 2                      | Niña Medeiros                                                          |       |
| 2013 | Las brujas de Zugarramurdi | Luismi                                                                 |       |
| 2013 | Mama                       | Mama                                                                   |       |
| 2015 | Crimson Peak               | Fantasmes de Margaret McDermott, Pamela Upton i Enola Sciotti          |       |
| 2016 | The Conjuring 2            | The Crooked Man                                                        |       |
| 2016 | The Other Side of the Door | Myrtu                                                                  |       |
| 2016 | Don't Knock Twice          | The Russian Witch                                                      |       |
| 2017 | Alien: Covenant            | Membre de l'equip de producció; artista de moviment - captura d'imatge |       |
| 2017 | The Mummy                  | Set                                                                    |       |
| 2017 | It                         | The Leper                                                              |       |
| 2018 | Insidious: The Last Key    | KeyFace                                                                |       |
| 2018 | Slender Man                | Slender Man                                                            |       |
| 2018 | Polaroid                   | Entity                                                                 |       |
| 2019 | La Reina de los Lagartos   | Burnin' Percebes: Fernando Martínez, Juan González                     |       |
| 2020 | Malasaña 32                | Anciana Clara/Esteban Larrañaga, administrador                         |       |
| 2020 | Voces                      | Client de la llibreria                                                 |       |